# مجيد صالح
مجيد صالح (بالفارسية: مجید صالح) هو مدرب كرة قدم ولاعب كرة قدم إيراني، ولد في 3 أكتوبر 1966 في طهران في إيران. شارك مع منتخب إيران تحت 23 سنة لكرة القدم. أما مع النوادي، فقد لعب مع نادي استقلال طهران ونادي باس طهران ونادي بانك تجارت ونادي بهمن كرج ونادي سايبا ونادي كشاورز.

## وصلات خارجية
- مجيد صالح على موقع الاتحاد الدولي (مؤرشف)  (الإنجليزية)
- مجيد صالح على موقع قاعدة بيانات كرة القدم.إي يو (الإنجليزية)